# Skipperlabskovs
Skipperlabskovs é um prato tradicional da culinária da Dinamarca. Trata-se de um estufado de carne de bovino. Esta é marinada em salmoura durante 24 horas, sendo, em seguida, cozinhada com batatas, pimenta preta em grão e louro. Pode incluir também pedacinhos de presunto.
Pode ser servido com salsa, pão dinamarquês rugbrød e beterraba.